# Гуаканаґарікс

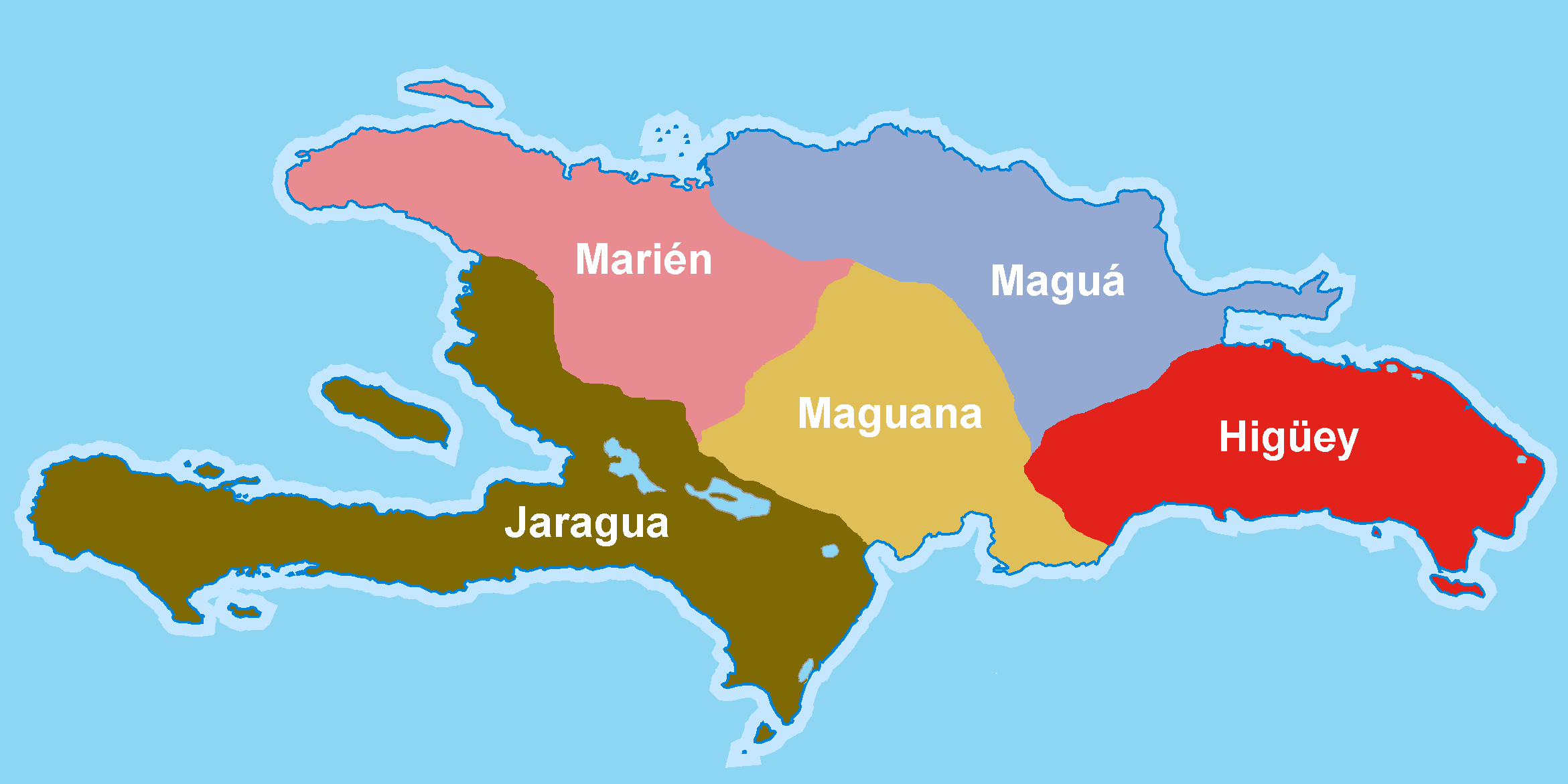
Вождества Гаїті

Гуаканаґарікс (Гуаканаґарі) (д/н — 1494) — касік вождества Марієн на о. Гаїті.

## Життєпис
Належав до таїно. Відомостей про його діяльність до прибуття на острів іспанців обмаль. Під час аварії корабля «Санта-Марія» допоміг членам екіпажу врятувати гармати і вантаж. Зацим дозволив Христофору Колумбу побудувати в своїх володіннях укріплення Ла-Навідад. Можливо Гуаканаґарікс розраховував використати іспанців проти інших касиків Гаїті, або злякався невідомих гостей. У січні 1493 року Христофор Колумб відплив до Іспанії. Через деякий час залога Ла-Навідаду стала здійснювати напади на індіанські поселення. У відповідь Каонабо, касік Магуано, знищив іспанців та спалив Ла-Навідад. Під час цього Гуаканагарікс виступив на боці іспанців, але зазнав поразки й отримав поранення.
наприкінці листопада 1493 року Колумб повернувся до Гаїті. В наступні місяці Гуаканаґарікс активно допомагав іспанцям проти Каонабо, насамперед у війні проти Каонабо та інших касиків острова. П роте напочатку літа 1494 року Каонабо раптово атакував поселення Гуаканаґарікс, що втік у гори, де невдовзі помер.